# Joachim Ambert

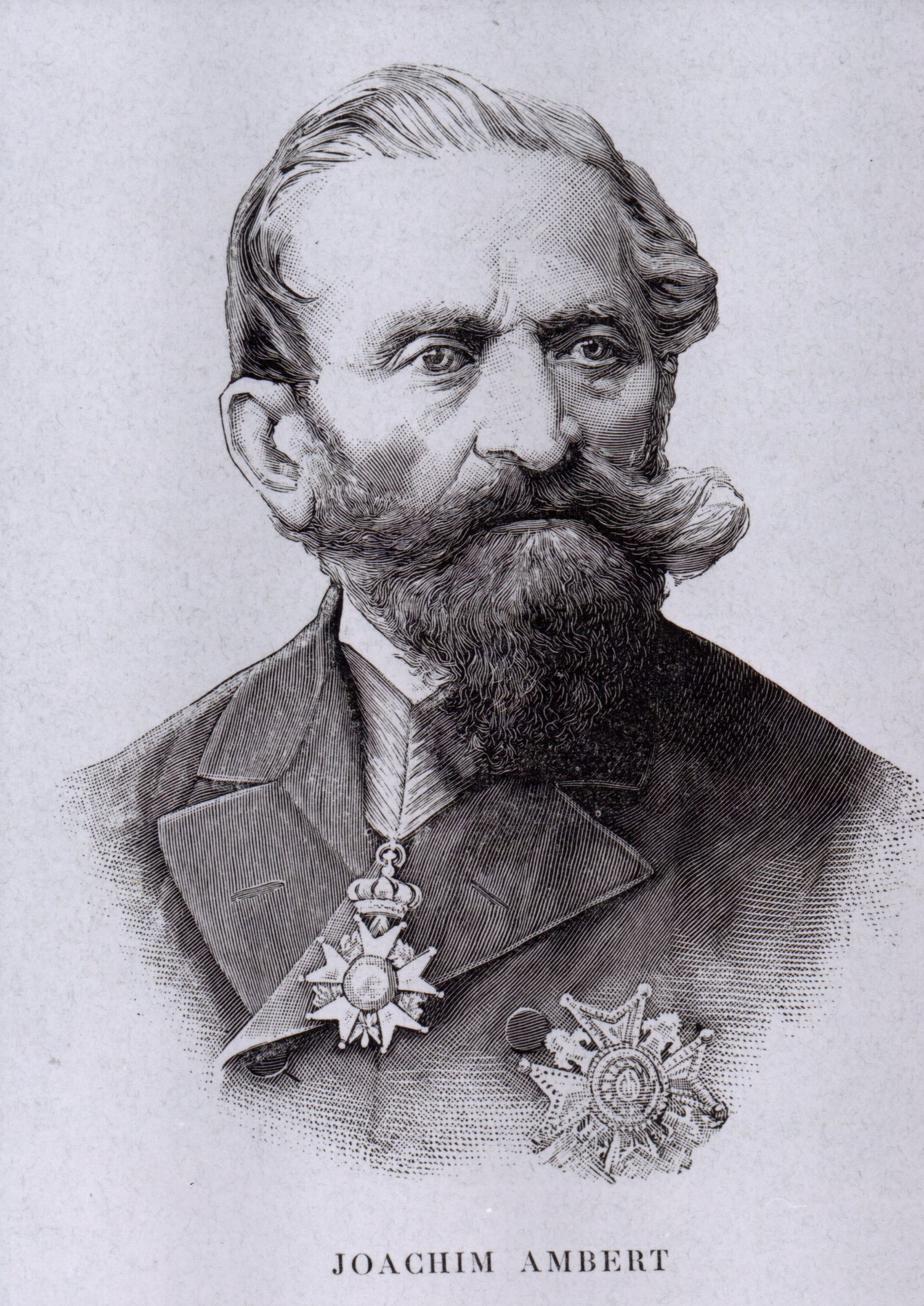
General Joachim Ambert um 1880

Joachim Marie Jean Jacques Alexandre Jules Ambert (* 8. Februar 1804 in Caillac; † 31. März 1890 ebenda) war ein französischer Général de brigade und Militärschriftsteller.

## Leben
Joachim Ambert entstammt einer wohlhabenden Familie: er wurde auf Château Lagrézette  als Sohn von General Jean-Jacques Ambert geboren. Nach seiner Erziehung durch Hauslehrer besuchte er eine Militärakademie und konnte 1824 diese Ausbildung erfolgreich abschließen.
In den kommenden Jahren konnte sich Ambert in mehreren Kriegen auszeichnen und wurde auch mehrfach befördert. Als Parteigänger der Bourbonen beschleunigte sich seine Karriere auch in der Julimonarchie; vom Lieutenant (21. Dezember 1830) bis zum Lieutenant-Colonel (22. April 1847).
Mit den Jahren entstand auch ein kleines, aber von Zeitgenossen vielgelobtes Werk von überwiegend militärischen Sachbüchern.
Als sich mit der Februarrevolution 1848 die Zweite Republik konstituierte, versuchte auch Ambert in der Politik zu reüssieren. Für einige Zeit fungierte er als conseiller d’état.

## Rezeption
Neben seinen Büchern veröffentlichte Ambert regelmäßig in Zeitungen bzw. Zeitschriften wie „l'Abeille“, „Le Courrier français“, „Siècle“ und dem „Spectateur militaire“. Gelobt wurde Ambert von der Kritik, weil er trotz seines eigenen Erlebens immer versuchte, die Sachverhalte neutral wiederzugeben.

## Ehrungen
- 14. März 1860 Commandeur der Ehrenlegion

## Schriften (Auswahl)
- Arabesques. 1868.
- La colonne Napoléon et le camp de Boulogne. 1839.
- Conséquences des progès de l'artillerie. 1866.
- Élogedu maréchal Moncey. 1842.
- Esquisses historiques et pittoresques des différents corps de l'aemée. 2. Aufl. 1837.
- Un essai historique sur Duplessis-Mornay. 1847.
- Le Général Drouot. 1880.
- L'Heroïsme en soutane. 1876.
- Histoire de la guerre 1870–1871 1873.
- Louvois d'apres sa correspondance. 1881.
- Le maréchal de Vauban. 1882.
- Soldat. 1854.
- Trois soldats de cœur. Larrey, Daumesnil, Desaix. Éditions Alfred Mame, Tours 1879.